# صاریغ قلمی شودی
صاریغ قلمی شودی (نام علمی: Marmosops impavidus) نام یک گونه از سرده صاریغ‌های قلمی است.